# 2016년 일본의 텔레비전 드라마 목록
다음은 2016년에 일본의 텔레비전에서 방송되었던 드라마 프로그램을 나열한 목록이다.

## 1분기
- MARS ~다만, 널 사랑하고 있어~ (NTV)
- 가족의 형태 (TBS)
- 검사의 사명 (TV아사히)
- 경시청제로계 ~생활안전과 뭐든지 상담실~ (TV도쿄)
- 고양이와 코와모테 (BS재팬)
- 괴도 야마네코 (NTV)
- 굿모닝 콜 (넷플릭스)
- 그녀가 사랑한 장인 ~마리는 장인에게 반했어~ (TV도쿄)
- 나고야행 마지막 열차 4 (나고야TV)
- 나를 보내지마 (TBS)
- 나쁜 여자 (NHK BS프리미엄)
- 나오미와 카나코 (후지TV)
- 노기자카46 하시모토 나나미의 사랑하는 문학 ~겨울여행~ (TV도쿄)
- 니체 선생님 (YTV)
- 도망치는 여자 (NHK)
- 도쿄센티멘탈 (TV도쿄)
- 땅강아지 (BS SPTV)
- 라면이 너무 좋아, 고이즈미씨 2016 신춘 스페셜 (후지TV)
- 머니의 천사 ~당신의 돈, 되찾겠습니다!~ (요미우리TV)
- 메가뱅크 최종결전 (WOWOW)
- 무도관 (후지TV)
- 반짝반짝 (WOWOW)
- 별 볼 일 없는 나를 사랑해주세요 (TBS)
- 비행기 구름 (NHK BS 프리미엄)
- 뻐꾸기 알은 누구의 것인가 (WOWOW)
- 사나다마루 (NHK)
- 사랑스러워서 (NHK)
- 사람의 산리쿠열차 미팅으로 가자 (NHK)
- 사쿠라자카 부근 이야기 (후지TV)
- 수달 (NHK)
- 슈퍼번개 스파클Z (지바TV)
- 스미카 스미레 (TV아사히)
- 스트레인저 ~괴물이 사건을 파헤치다~ (TV아사히)
- 스페셜리스트 (TV아사히)
- 시라토리 레이코입니다! (tvk)
- 쓸 수 없는 경관 (WOWOW)
- 악당들은 천리를 달린다 (TBS)
- 안녕 드뷔시 ~피아니스트 탐정 케이프 요스케~ (닛테레)
- 언젠가 이 사랑을 떠올리면 분명 울어버릴 것 같아 (후지TV)
- 언젠가 티파니에서 아침을 2 (닛테레)
- 여자 구애의 밥 2 (MBS)
- 오사카 순환선 (KTV)
- 오오오카 에치젠 3 (NHK BS프리미엄)
- 와카코와 술 2 (BS재팬)
- 우레로 무한대 소녀 (TV도쿄)
- 우리집엔 아무것도 없어 (NHK BS프리미엄)
- 우산을 갖지 않는 개미들은 (후지TV)
- 인디고의 연인 (NHK BS프리미엄)
- 임상범죄학자 히무라 히데오의 추리 (닛테레)
- 장인 어른이라고 부르게 해줘 (후지TV)
- 정글 피버 (NHK BS프리미엄)
- 정령의 수호자 (NHK)
- 천재 바카본 ~가족의 유대~ (닛테레)
- 첫사랑△ 트라이앵글 ~그 애는 왜 일본에?~ (TV도쿄)
- 첫사랑 연예인 (NHK BS프리미엄)
- 청춘의 명곡 스토리 (BS재팬)
- 최상의 명의 2016 (TV도쿄)
- 치카에몽 (NHK)
- 칫솔 여자친구 (NHK BS프리미엄)
- 카나가와현 아츠기시 세탁소 치가사키 (MBS)
- 카모가와 식당 (NHK BS프리미엄)
- 크로스로드 (NHK BS프리미엄)
- 파워레인저 애니멀포스 (TV아사히)
- 폭풍눈물 ~우리에게 내일은 있다~ (후지TV)
- 프래자일 (후지TV)
- 해저의 너에게 (NHK)
- 형사 발레리노 (닛테레)
- 황무지의 사랑 (WOWOW)
- 후지 패밀리 (NHK)
- 후쿠오카 연애백서 11 (KBC)
- 하간바나 ~경시청 수사 7과~ (닛테레)

## 2분기
- 99.9 ~형사 전문 변호사~ (TBS)
- AKB 러브 나이트 사랑공장 (TV아사히)
- BAR 레몬하트 2 (BS후지)
- High & Low 2 (닛테레)
- ol입니다만, 캬바죠 시작했습니다 (MBS)
- SHIBUYA 레이쵸메 (후지TV)
- 가면라이더 아마존즈 (Amazon)
- 가치 보시 (FNC)
- 경시청 수사1과 9계 11 (TV아사히)
- 경시청, 수사1과장 (TV아사히)
- 골드우먼 (TV아사히)
- 구구는 고양이다 2 -good good the fortune cat- (WOWOW)
- 굿 파트너 무적의 변호사 (TV아사히)
- 그 고집, 내게도 주세요! (TV도쿄)
- 기묘한 이야기 `16 봄 특별판 (후지TV)
- 기적의 인간 (NHK BS프리미엄)
- 나의 위험한 아내 (KTV)
- 나이트히어로 NAOTO (TV도쿄)
- 남자와 여자의 미스터리 시대극 (BS재팬)
- 낮의 목욕탕과 술 (TV도쿄)
- 내일도 분명 너를 사랑해 (후지TV)
- 네즈미, 에도를 달리는 2 (NHK)
- 다이스폴리스 -이방경찰- (TBS)
- 닥터 조사반 ~의료 사고의 어둠을 파헤치자~ (TV도쿄)
- 닥터카 (요미우리TV)
- 러브송 (후지TV)
- 마지도라 ~Spin the Sky~ (CTV)
- 마카나이소 (나고야TV)
- 몽타주 3억엔 사건 기담 (후지TV)
- 무사시인법전 닌자 열풍 2 (도쿄MX2)
- 부스지마 유리코의 적나라한 일기 (TBS)
- 불쾌한 과실 (TV아사히)
- 불티 (도카이TV)
- 비서 카이바라와 6명의 수상한 손님 (TV아사히)
- 선술집 모헤지 5 (TBS)
- 세상에서 가장 어려운 사람 (닛테레)
- 손대면 넘어온다 (NHK BS프리미엄)
- 수족관 걸 (NHK)
- 식물남자 베란다 3 (NHK BS프리미엄)
- 쓰르라미 울적에 (BS SPTV)
- 아랑 -GARO- -마계열전- (TV도쿄)
- 아빠 언니 (NHK)
- OUR HOUSE (후지TV)
- 아이앰 어 히어로 시작의 날 (dTV)
- 아침이 온다 (도카이TV)
- 요코하마 견문전 스타☆장 episode:2 (tvk)
- 유토리입니다만, 무슨 문제 있습니까? (닛테레)
- 이 거리의 생명에 (WOWOW)
- 저 결혼 못하는게 아니라, 안 하는겁니다 (TBS)
- 저승사자입니다 (닛테레)
- 접시꽃 필 무렵에 ~아이즈의 결혼~ (FCT)
- 죽어라 도련님 (NHK BS프리미엄)
- 중쇄를 찍자 (TBS)
- 지지 않는 태양 (WOWOW)
- 최후의 레스토량 (NHK BS프리미엄)
- 콘트레일 ~죄와 사랑~ (NHK)
- 키스의 형태 (HBC)
- 타치바나 노보루 청춘 비망록 (NHK BS프리미엄)
- 테라포마스/새로운희망 (dTV)
- 토토 텔레비전 (NHK)
- 트라이베카 (WOWOW)
- 하야코 선생님, 결혼한다니 정말인가요? (후지TV)
- 한밤중의 백화점 ~시크릿 룸에 어서 오세요~ (BS재팬)
- 해피메리 ~HAPPY MARRIAGE!~ (Amazon)

## 3분기
- CROW`S BLOOD (Hulu)
- HOPE ~기대 제로의 신입사원~ (후지TV)
- on 이상범죄수사관 토도 히나코 (KTV)
- 가드센터24 광역경비지령실 (닛테레)
- 갓파 선생님 (닛테레)
- 검은 10인의 여자 ~1명의 아내, 9명의 애인~ (YTV)
- 겁쟁이 페달 (BS SPTV)
- 그라메! ~총리의 요리~ (TV아사히)
- 그리고, 아무도 없었다 (닛테레)
- 나가라! 세이칸 연락선 (NHK BS프리미엄)
- 나니와 전설 토라이오 2 (Twellv)
- 나츠메 소세키의 아내 (NHK)
- 납치여행 (NHK)
- 논마마 백서 (도카이TV)
- 농구도, 사랑도, 하고 싶어 (후지TV)
- 닥터Y ~외과의 카지 히데키~ (TV아사히)
- 더 라스트 캅 Episode 0 (닛테레)
- 데뷰센 (NTV)
- 데스노트 New Generation (Hulu)
- 덴시치 사건수첩 (NHK BS프리미엄)
- 도쿠아먀 다이고로를 누가
- 떠들썩한 거리, 조용한 바다 (NHK)
- 러브러브 에일리언 (후지TV)
- 망향 (TV도쿄)
- 맹인 요시노리 선생 ~빛을 잃고 마음이 보였다~ (닛테레)
- 모방범 (TV도쿄)
- 목소리 사랑 (TV도쿄)
- 미해결 사건 file 05. 록히드 사건 (NHK)
- 베이비 스텝 (Amazon)
- 사채꾼 우시지마 3 (MBS)
- 사폐 ~DEATH CASH~ (TBS)
- 세토우치 소년 야구단 (TV아사히)
- 소꿉놀이 (NHK BS프리미엄)
- 수험의 신데렐라 (NHK BS프리미엄)
- 숨은 국화 (NHK BS프리미엄)
- 슈퍼번개 스파클 z 키사라즈 조개공주 전설 (지바TV)
- 시간을 달리는 소녀 (닛테레)
- 신의 혀를 가진 남자 (TBS)
- 아랑 -GARO- 아수라 (TV도쿄)
- 얏상 ~츠키지발! 맛있는 사건부~ (TV도쿄)
- 여자들의 특수최전선 (TV아사히)
- 영업부장 키라 나츠코 (후지TV)
- 왕복서간 ~십오 년 뒤의 보충수업 (TBS)
- 우러러보니 존귀한 (TBS)
- 우주의 일 (Amazon)
- 운명을 닮은 사랑 (NHK)
- 울트라맨 오브 (TV도쿄)
- 유산 상속 변호사 카키자키 신이치 (YTV)
- 전격! 라이덴마루 2 (지바TV)
- 정말로 있었던 무서운 이야기 여름 특별편 2006 (후지TV)
- 좋아하는 사람이 있다는 것 (후지TV)
- 집을 파는 여자 (닛테레)
- 처음 뵙겠습니다, 사랑합니다 (TV아사히)
- 추신구라의 사랑 ~48번째 충신~ (NHK)
- 칠선 건 라이쟈 히러로즈 (TV이와테)
- 키보가오카의 사람들 (WOWOW)
- 피안도 Love is over (MBS)
- 필살사업인 2016 (TV아사히)
- 현자의 사랑 (WOWOW)
- 협밤 ~남자의 밥~ (TV도쿄)
- 형사 7인 2 (TV아사히)
- 후타가시라 2 (WOWOW)
- 후회없이 사랑해 (TBS)

## 4분기
- 5년째 혼자 (TV아사히)
- Chef ~3성급 급식~ (후지TV)
- CRAZY (도쿄MX2)
- gakuya ~개장은 개막 30분전입니다~ (후지TV TWO)
- IQ246 ~화려한 사건부~ (TBS)
- 가면라이더 이그제이드 (TV아사히)
- 가시 소시민 쿠라나가 하루유키의 역습 (후지TV)
- 가정부 남자 미타조노 (TV아사히)
- 거대한 악은 잠들지 않아 특별편 (TV도쿄)
- 검사의 숙원 (TV아사히)
- 경시청 나시고랭과 (TV아사히)
- 과수연의 여자 16 (TV아사히)
- 기묘한이야기 16가을특별편 (후지TV)
- 나에게 운명의 사랑이란 있을 수 없다고 생각했다 (KTV)
- 노기자카46 하시모토 나나미의 사랑하는 문학 -여름 여행- (UHB)
- 닥터X 4 (TV아사히)
- 대상 (Hulu)
- 더 라스트 캅 (닛테레)
- 도망치는 건 부끄럽지만 도움이 된다 (TBS)
- 도쿄여자도감 (Amazon)
- 렌탈 구세주 (닛테레)
- 리테이크 (도카이TV)
- 마나베 형사 사건부 ~지나가는 시간 속에서~ (도쿄MX2)
- 마더스 2016 ~어머니들의 소원 (CTV)
- 메디컬팀 레이디 다빈치의 진단 (KTV)
- 모래탑 ~너무 잘 아는 이웃~ (TBS)
- 무사시인법전 닌자 열풍 3 (도쿄MX2)
- 미야자키의 두사람 (NHK BS프리미엄)
- 벳핀상 (NHK)
- 변신 (후지TV TWO)
- 사부와 이치의 체포조 겨울 여름의 장 (BS4)
- 산여자일기 ~여자들은 정상을 목표로~ (NHK BS프리미엄)
- 삼형제 2 (나고야TV)
- 소세키는 괴로워 (NHK BS프리미엄)
- 수수하지만 굉장해! 교열걸 코노 에츠코 (닛테레)
- 수정의 고통 ~살인분석반~ (WOWOW)
- 스니퍼 후각수사관 (NHK)
- 스크랩 앤드 빌드 (NHK)
- 쓰르라미 울 적에 해 (BS SPTV)
- 아재 's 러브 (TV아사히)
- 얼음바퀴 (TV아사히)
- 옥문도 (NHK BS프리미엄)
- 이랬을지도 모를 여배우들 2016 (후지TV)
- 이시카와 고에몬 (TV도쿄)
- 인연의 기억 ~에도 → 도쿄 드라마~ 3 (도쿄MX2)
- 인형 사시치 체포장 (BS재팬)
- 저격 (TV아사히)
- 정말로 있었던 여자의 인생드라마 (후지TV)
- 춤춰라! 카구라공주 (NHK BS프리미엄)
- 친애하는 민박님 (MBS)
- 카세트 (NHK BS프리미엄)
- 카인과 아벨 (후지TV)
- 카피페이스 ~사라진 나~ (NHK)
- 캬 바스카 학교 (닛테레)
- 커리어 (후지TV)
- 콕경부의 만찬회 (TBS)
- 키치죠지만이 살고 싶은 거리입니까? (TV도쿄)
- 특명지휘관 고우마 아야카 (후지TV)
- 파트너 15 (TV아사히)
- 편한 심부름센터 2016 첫눈 (TV도쿄)
- 프린세스 메종 (NHK BS프리미엄)
- 하트로스 ~무지개에 닿고 싶은 여자들~ (CBC)
- 히포크라테스 선서 (WOWOW)

## 자료 출처
- ja:2016年のテレビドラマ (日本)

## 같이 보기
- 일본의 텔레비전 드라마 목록
- 2010년대 일본의 텔레비전 드라마 목록